# 山川浜児ケ水
山川浜児ケ水（やまがわはまちょがみず、やまがわはまちよがみず）は、鹿児島県指宿市の大字。郵便番号は891-0512である。
日本語の地名としては長い方で、英語版Wikipediaの「長い地名一覧」にも掲載されている。

## 小・中学校の学区
市立小・中学校に通う場合、学区（校区）は以下の通りとなる。
| 大字         | 地区 | 小学校             | 中学校             |
| ------------ | ---- | ------------------ | ------------------ |
| 山川浜児ケ水 | 全域 | 指宿市立山川小学校 | 指宿市立山川中学校 |

## 交通

### 鉄道
字域内には鉄道が通っていない。最寄り駅は山川大山にある指宿枕崎線の大山駅である。